# Michaił Gieorgijewski
Michaił Aleksandrowicz Gieorgijewski, ros. Михаил Александрович Георгиевский (ur. w 1888 r. w Bieżecku lub Briańsku, zm. po 1950 r. w ZSRR) – rosyjski filolog, rosyjski, a następnie emigracyjny wykładowca akademicki, działacz polityczny
W 1913 lub 1914 r. ukończył studia na wydziale historyczno-filologicznym uniwersytetu w Sankt Petersburgu. Do 1917 r. wykładał na nim jako docent. Pod koniec 1918 r. przybył do Rostowa nad Donem, gdzie wykładał na Uniwersytecie Dońskim. W 1919 r. wyjechał do Królestwa SHS. W latach 1920–1929 był profesorem katedry języka starożydowskiego wydziału teologicznego uniwersytetu w Belgradzie. Do 1936 r. nauczał języki starożytne w 1 gimnazjum rosyjsko-serbskim. Jednocześnie zaangażował się w działalność polityczną. W 1930 r. współtworzył Narodowy Związek Młodzieży Rosyjskiej za Granicą, przemianowany w 1931 r. na Narodowy Związek Nowego Pokolenia (NTS). Pełnił funkcję sekretarza generalnego Biura Wykonawczego NTS. Pod koniec lat 30. współpracował z polskim i japońskim wywiadem wojskowym. W 1941 r. wystąpił z NTS. Po zajęciu Belgradu przez Armię Czerwoną 20 października 1944 r., został aresztowany i wywieziony do ZSRR. Po procesie w Moskwie skazano go pod koniec lipca 1950 r. na karę śmierci.